# Інгем (округ)
Шаблон:StateAbbr_ 42°36′ пн. ш. 84°22′ зх. д. / 42.6° пн. ш. 84.37° зх. д.
Округ Інґам (англ. Ingham County) — округ (графство) у штаті Мічиган, США. Ідентифікатор округу 26065.

## Історія
Округ утворений 1838 року.

## Демографія
За даними перепису 
2000 року 
загальне населення округу становило 279320 осіб, зокрема міського населення було 242421, а сільського — 36899.
Серед мешканців округу чоловіків було 134801, а жінок — 144519. В окрузі було 108593 домогосподарства, 63767 родин, які мешкали в 115056 будинках.
Середній розмір родини становив 3,04.
Віковий розподіл населення поданий у таблиці:
| Стать    | До 15 років | 15-21 | 22-29 | 30-39 | 40-49 | 50-65 | 65-85 | Понад 85 |
| -------- | ----------- | ----- | ----- | ----- | ----- | ----- | ----- | -------- |
| Чоловіки | 27782       | 21165 | 19915 | 19036 | 18902 | 17596 | 9501  | 904      |
| Жінки    | 26635       | 23278 | 19279 | 19631 | 20878 | 18972 | 13442 | 2404     |

## Суміжні округи
- Клінтон — північ
- Шаявассі — північний схід
- Лівінгстон — схід
- Воштено — південний схід
- Джексон — південь
- Ітон — захід

## Виноски
1. ↑  U.S. Decennial Census. United States Census Bureau. Архів оригіналу за 26 квітня 2015. Процитовано 25 вересня 2014.
2. ↑  Historical Census Browser. University of Virginia Library. Архів оригіналу за 11 серпня 2012. Процитовано 25 вересня 2014.
3. ↑  Population of Counties by Decennial Census: 1900 to 1990. United States Census Bureau. Архів оригіналу за 15 лютого 2015. Процитовано 25 вересня 2014.
4. ↑  Census 2000 PHC-T-4. Ranking Tables for Counties: 1990 and 2000 (PDF). United States Census Bureau. Архів оригіналу (PDF) за 18 грудня 2014. Процитовано 25 вересня 2014.
5. ↑  State & County QuickFacts. United States Census Bureau. Процитовано 7 квітня 2016.(англ.) Наведено за англійською вікіпедією.
6. ↑  American FactFinder. Бюро перепису населення США. Архів оригіналу за 26 лютого 2012. Процитовано 31 січня 2008. [Архівовано 2008-05-21 у Wayback Machine.]

| США | Це незавершена стаття з географії США. Ви можете допомогти проєкту, виправивши або дописавши її. |